# Gobabis
Gobabis ist eine Gemeinde und die Hauptstadt der Region Omaheke im Osten von Namibia im gleichnamigen Wahlkreis. Gobabis hat etwa 33.400 Einwohner (Stand 2023) auf einer Fläche von 345,2755 km² und liegt rund 200 Kilometer östlich der namibischen Hauptstadt Windhoek.
Gobabis ist ein wichtiger Zwischenstopp für den Verkehr entlang des Trans-Kalahari-Highway nach Botswana und bis nach Südafrika. Der Grenzübergang Buitepos nach Botswana liegt 110 Kilometer östlich der Stadt.
Die Omaheke, auch „Sandveld“ genannt, liegt am Rande der Kalahari und umfasst ein riesiges Gebiet von mehr als 80.000 Quadratkilometern. Der Großteil des Landes wird von den rund 800 großen Farmen genutzt, die hier vor allem Rinderzucht betreiben. Die Landschaft ist gekennzeichnet von Savanne, Dornbüschen und Kameldornbäumen.

## Geographie

### Klima
|                       | Jan  | Feb  | Mär  | Apr  | Mai  | Jun  | Jul  | Aug  | Sep  | Okt  | Nov  | Dez  |   |       |
| Mittl. Tagesmax. (°C) | 31,4 | 31,0 | 30,1 | 27,9 | 25,6 | 22,0 | 21,9 | 25,4 | 29,0 | 31,0 | 32,1 | 32,3 | ⌀ | 28,3  |
| Mittl. Tagesmin. (°C) | 18,5 | 17,6 | 15,9 | 12,4 | 7,7  | 3,8  | 3,2  | 5,6  | 10,3 | 14,0 | 16,4 | 18,1 | ⌀ | 11,9  |
|                       |      |      |      |      |      |      |      |      |      |      |      |      |   |       |
| Niederschlag (mm)     | 80,7 | 86,8 | 53,7 | 37,0 | 6,1  | 2,7  | 0,2  | 0,5  | 7,7  | 16,2 | 37,1 | 40,6 | Σ | 369,3 |
|                       |      |      |      |      |      |      |      |      |      |      |      |      |   |       |
| Luftfeuchtigkeit (%)  | 45   | 51   | 54   | 53   | 45   | 44   | 40   | 31   | 27   | 29   | 34   | 27   | ⌀ | 39,9  |

| 18,5 |

| 17,6 |

| 15,9 |

| 12,4 |

| 7,7 |

| 3,8 |

| 3,2 |

| 5,6 |

| 10,3 |

| 14,0 |

| 16,4 |

| 18,1 |

| 18,5 |

| 17,6 |

| 15,9 |

| 12,4 |

| 7,7 |

| 3,8 |

| 3,2 |

| 5,6 |

| 10,3 |

| 14,0 |

| 16,4 |

| 18,1 |

## Geschichte
Die Anfänge von Gobabis reichen bis ca. 1840 zurück, als sich hier mit Zustimmung des Kaptein Oasib (ǃNa-khomab)Klicklaut der Roten Nation in Hoachanas eine aus der Kapprovinz zugewanderte Orlam-Gruppe, die Kaiǀkhauan, unter Führung ihres Kapteins Amraal Lambert (ǂGai-ǀnub) niederließ. Von ihm stammt auch der Name des Ortes: wegen des reichen Elefantenvorkommens wurde die hier sprudelnde ergiebige Quelle von den Nama ǂGoabes genannt, was so viel heißt wie „Elefantenhausen“. Amraal Lambert aber sprach wie viele Orlam kein Nama mehr, sondern das Afrikaans der Buren und änderte die Namabezeichnung in „Gowabes“ oder „Gobabis“. Die hier in großer Zahl auftauchenden Großwildjäger und Elfenbeinhändler nannten den Ort „Olifantsfontein“, was allerdings in Südwest-Afrika eine nicht gerade seltene Ortsbezeichnung war, so dass sich später der Name Gobabis durchsetzte.
Die neuen Siedler, die Lambert-Orlam, wurden häufig nach ihrem Kaptein Amraal Lambert „Amraalsche“ genannt.
Der Missionar Joseph Tindall begründete am 6. August 1845 die erste Missionsstation – verließ diese jedoch kurz darauf. Am 23. August 1856 übernahm die Rheinische Mission hier auf Wunsch des Kapteins die Missionsstation mit dem Missionar Simon Eggert, zu der eine rege besuchte Schule gehörte. Amraal galt als weiser und verständiger Führer, so dass die neue Siedlung zunächst eine kontinuierliche und friedliche Entwicklung nahm. 1861 wurde die neue Kirche geweiht.
Dies änderte sich allerdings nachhaltig mit dem Tode des inzwischen 90-jährigen Amraal am 13. Februar 1864: Amraals Sohn und damit rechtmäßiger Kapteinsnachfolger Lambert Lambert starb zusammen mit seinem Sohn Willem Lambert wenige Tage nach Amtsantritt an den Pocken, so dass die Gruppe ohne Führung war und über ein Jahr brauchte, um sich – unter Teilung – auf zwei neue Kapteine zu einigen: Andries Lambert (ǃNanib) führte den friedlicheren Teil der Gruppe und Frederik Vlermuis die sogenannte „Kriegspartei“. Angesichts der daraus erwachsenden Uneinigkeit versank der Ort im Chaos, welches noch dadurch gefördert wurde, dass Gobabis auf der Grenze zwischen den beiden um die Vorherrschaft konkurrierenden Nama und Herero lag. Jan Jonker Afrikaner (ǀHaramumab) zum Beispiel flüchtete aus Windhoek nach Gobabis, um sich durch ein Bündnis mit der Kriegspartei unter Frederik Vlermuis für einen beabsichtigten Feldzug gegen die Herero zu stärken. Als dies den Herero in Okahandja bekannt wurde, verbündeten sich diese mit den – bei den Khauas als Sklaven lebenden – Mbanderu (Ostherero), was am 11. April 1865 zum Hereroaufstand von Gobabis und zur Vertreibung der Missionare führte. Gobabis fiel unter die Herrschaft der Orlam-Afrikaner und des mit diesen verbündeten aufrührerischen Teils der Khauas; von hier aus schmiedete Jan Jonker Afrikaner eine neue Allianz aus Orlam-Afrikanern, Khauas, Roter Nation (Kaiǁkhaun), Witbooi (ǀKhowesin) und Veldschoendrager (ǁHawoben) gegen die Herero und startete im September 1865 einen allerdings scheiternden Angriff auf die Herero in Otjimbingwe. Samuel Maharero antwortete 1867 mit einem Gegenangriff auf Gobabis, in dessen Verlauf ein Großteil der hier immer noch in Knechtschaft gehaltenen Mbanderu (Ostherero) nach Barmen entkommen und unter Aponda eine neue Gesellschaft gründen konnte. Nach diesem Angriff verfiel Gobabis in bittere Armut und seine Bewohner konnten sich nur noch mit Raubüberfällen und Wegelagerei über Wasser halten.
Maharero dagegen stärkte seine Macht in Okahandja und bestellte den Mbanderu-Häuptling Kahimemua zum Statthalter in Gobabis. Nun waren es die Orlam und Nama, die die Macht der verbündeten Herero-Gruppen zu spüren bekamen, so dass sie versuchten, durch einen vereinten Angriff aller Nama- und Orlamgruppen auf die Herero in Okahandja Ende 1880 dieses Joch abzuschütteln. Aber auch dieser Angriff wurde blutig zurückgeschlagen und so kam Gobabis wieder unter die Kontrolle der Mbanderu. Der Witbooi-Feldhauptmann Paul Visser unternahm Ende 1884, um seinen Kapiteinsambitionen Nachdruck zu verleihen, einen erfolgreichen Angriff auf den nur schwach besetzten Ort, wobei dieser geplündert und weitgehend zerstört wurde. Danach erlosch das Interesse an Gobabis (obwohl es weiter ein „unruhiges Pflaster“ blieb), da ein neuer Gegner auf den Plan getreten war – die deutsche Kolonialmacht.

### Kolonialzeit
Am 28. Mai 1895 wird auch Gobabis durch Stationierung eines Distriktchefs offiziell unter deutschen „Schutz“ gestellt, was allerdings nicht verhindern konnte, dass der Ort im März 1896 erneut Ziel eines Überfalls der Veldschoendrager und der mit ihnen verbündeten Mbanderu wurde. Der Aufstand konnte mit Unterstützung von Samuel Maharero niedergeschlagen werden. Die Anführer des Aufstands, die Mbanderu-Häuptlinge Kahimemua Nguvauva und Nikodemus Kavikunua, wurden gefangen genommen und nach Kriegsgerichtsverfahren in Okahandja hingerichtet. Anfang 1897 griff die Rinderpest auf Gobabis über, was den Niedergang des Ortes und eine nachhaltige Verarmung seiner Bewohner zur Folge hatte.

### Apartheid
Die Gründung einer Missionsprovinz Namibia 1962 der Missionsschwestern von der Unbefleckten Empfängnis der Mutter Gottes mit Provinzialat in Gobabis hat die Sozialpflege wie auch die Bildungseinrichtungen durch die Arbeit in Kindergärten, Schulen und Erwachsenenbildung gestärkt.
Während der Apartheid legte die weiße Verwaltung von Gobabis den Stadtteil Epako für die schwarze arbeitende Bevölkerung an. Hier wurden Menschen nach ihrer ethnischen Herkunft in z. B. Damara-Block und Herero-Block getrennt angesiedelt. Epako erhielt nur eine rudimentäre Infrastruktur und ist bis heute sozioökonomisch schwächster Stadtteil von Gobabis. In vielen Bereichen von Epako hat die Stadtverwaltung bis heute das Recht, jeden Bewohner innerhalb von 24 Stunden umzusiedeln.

## Kommunalpolitik

### Kommunalverwaltung
Bei den Kommunalwahlen 2020 wurde folgendes amtliche Endergebnis ermittelt.
| Partei                   | Stimmen | Stimmenanteil | Sitze |
| ------------------------ | ------- | ------------- | ----- |
| SWAPO                    | 1986    | 43,50 % ▼     | 3 ▼   |
| LPM                      | 0818    | 17,92 %       | 1 NEU |
| GRA                      | 0681    | 14,92 %       | 1 NEU |
| NUDO                     | 0440    | 09,64 % ▲     | 1 ▬   |
| PDM                      | 0338    | 07,40 %       | 1 ▬   |
| IPC                      | 0254    | 05,56 %       | 0     |
| RDP                      | 048     | 01,05 % ▼     | 0     |
| Wahlbeteiligung: 39,75 % |         |               |       |
| Insgesamt                | 4565    | 100,00 %      | 7     |

### Bürgermeister seit 1944
- A. P. Olivier, 1944–1945
- J. O. van Helsdingen, 1945–1947
- J. L. von Wielligh, 1947–1949
- J. A. van der Merwe, 1949–1951
- N. J. Smit, 1951–1953
- H. T. A. Enslin, 1953–1954
- F. J. Martins, 1954–1957
- J. G. N. Lombard, 1957–1965
- H. J. J. L. van Dyk, 1965–1967
- C. R. B. Liebenberg, 1967–1968
- E. P. Kilian, 1968–1969
- P. H. Oosthuizen, 1969–1981
- P. J. Kotze, 1981–1987
- S. W. P. Labuschagne, 1987–1992
- I. P. M. Nganate, 1992–1994
- A. M. Phemelo, 1994–1995
- I. P. M. Nganate, 1995–?
- Sila Bezuidenhoudt, um 2014
- P. M. Katjaoha, seit?
- Liberius Kalili, –2020
- Elvire Theron (NUDO), seit Dezember 2020

## Stadtgliederung
Gobabis teilt sich in die Stadtviertel Gobabis City Centre, Gobabis Industrial Centre, Nossobville und Epako ein.
Nossobville ist ein neuerer Stadtteil, der erst nach der Unabhängigkeit Namibias entstand und südlich des Trans-Kalahari Corridor liegt. Er gehört als einziges Stadtviertel zum Wahlkreis Kalahari.

### Epako

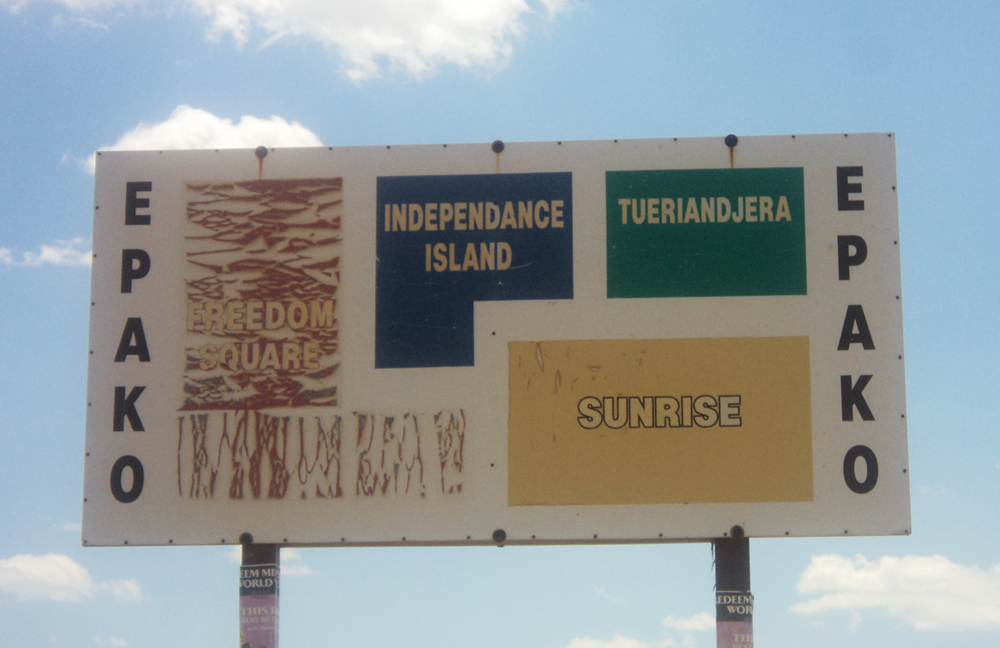
Straßenschild mit Stadtteilkarte Epako

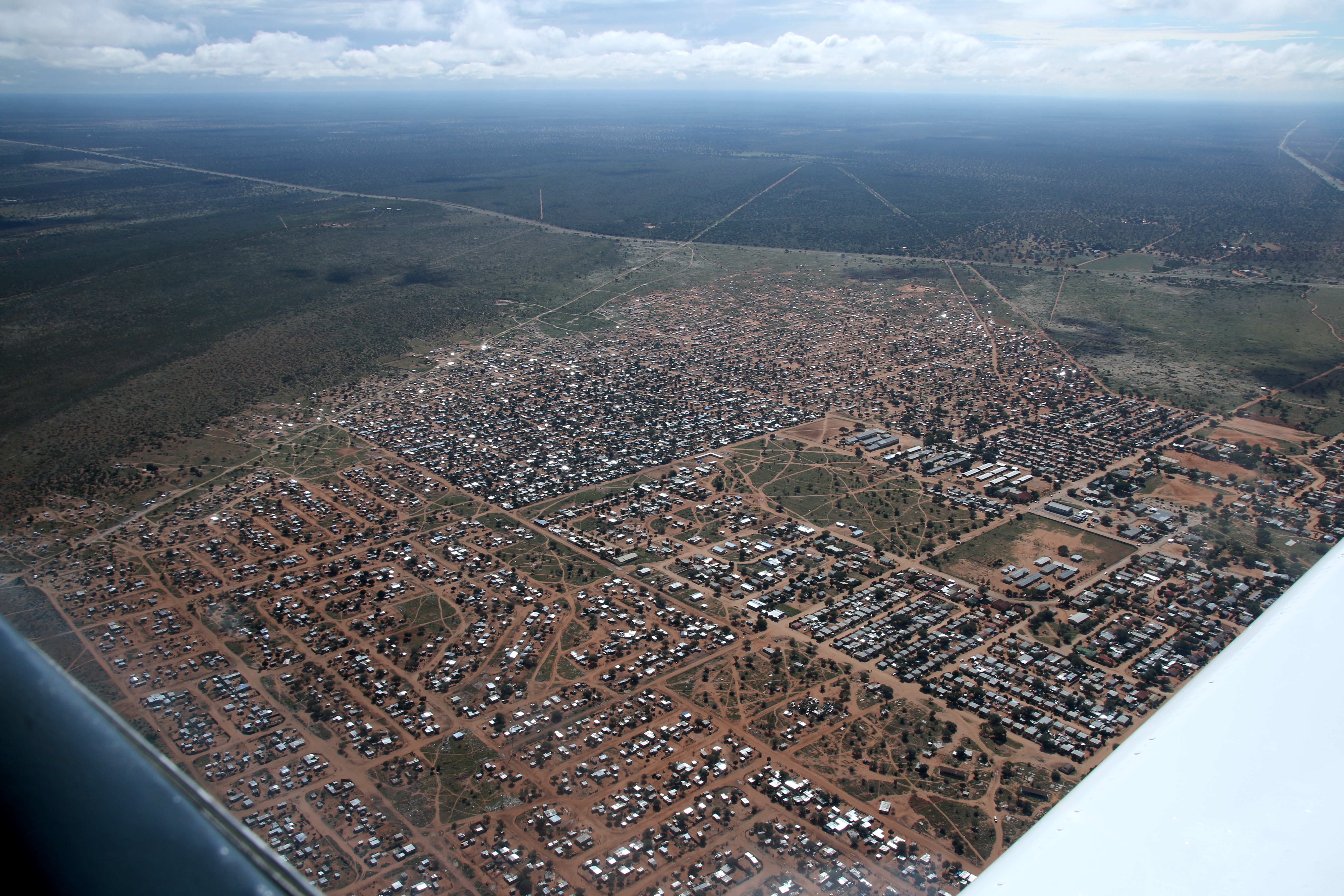
Luftaufnahme von Epako (2018)

Epako liegt etwa zwei Kilometer östlich des Stadtkerns am Trans-Kalahari Corridor und ist von diesem durch eine unbesiedelte Buschfläche getrennt. Ursprünglich wurde Epako von der Stadtverwaltung vor der Unabhängigkeit Namibias als Wohnstätte für schwarze Arbeiter angelegt. Etwa die Hälfte der Bewohner von Gobabis leben in Epako. Das Siedlungsbild Epakos geht von einstöckigen Steinhäusern, die einen Vorgarten und Zaun haben, über Wellblechhäuser – den sogenannten Shacks – bis hin zu kleinsten provisorischen Unterkünften aus Plastik und Naturmaterial. Das informelle Siedlungsgebiet im Norden Epakos macht ein Drittel von Epako aus (Stand 2013).

## Öffentliche Einrichtungen und Infrastruktur

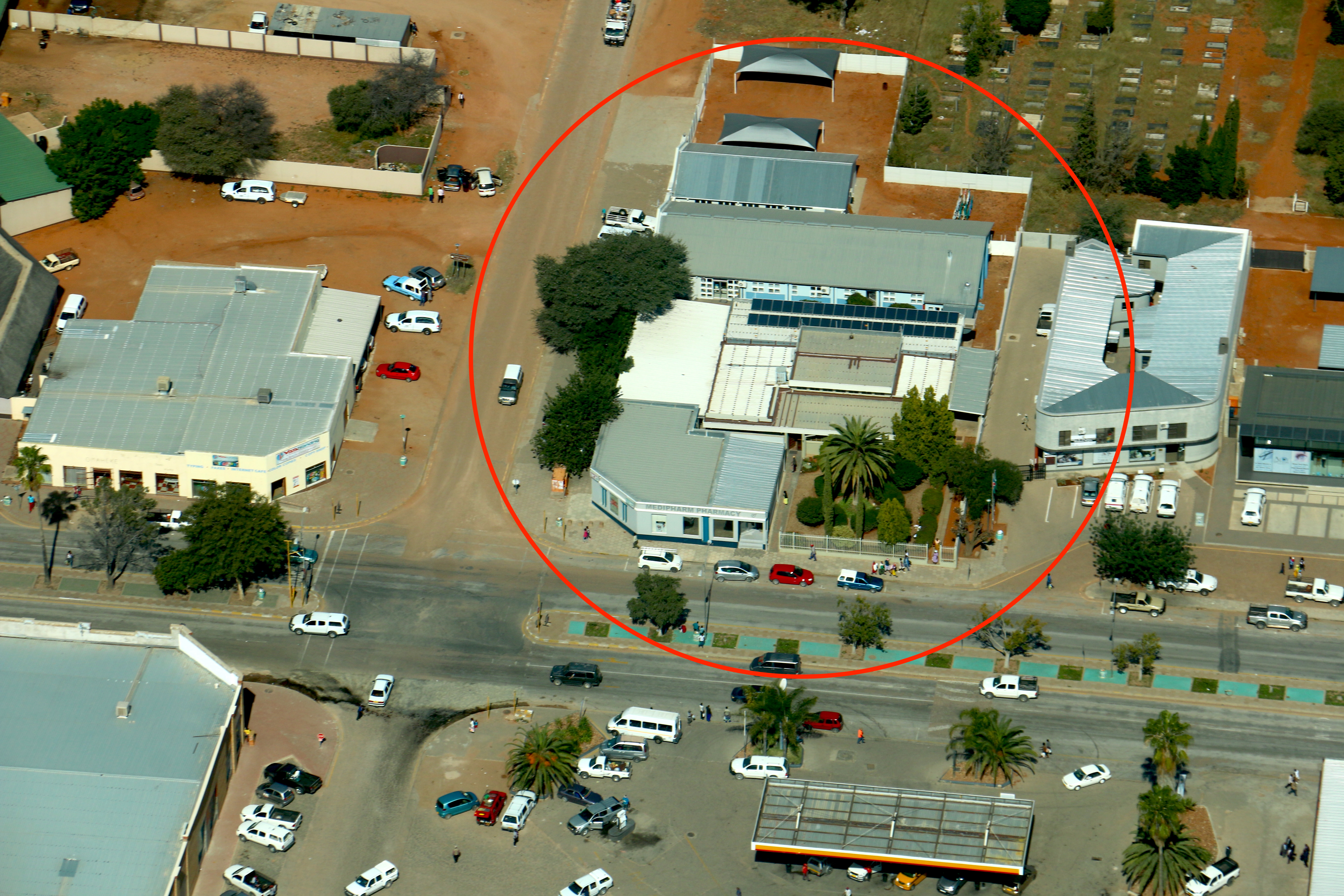
Luftaufnahme der Apotheke und des Gesundheitszentrums Gobabis

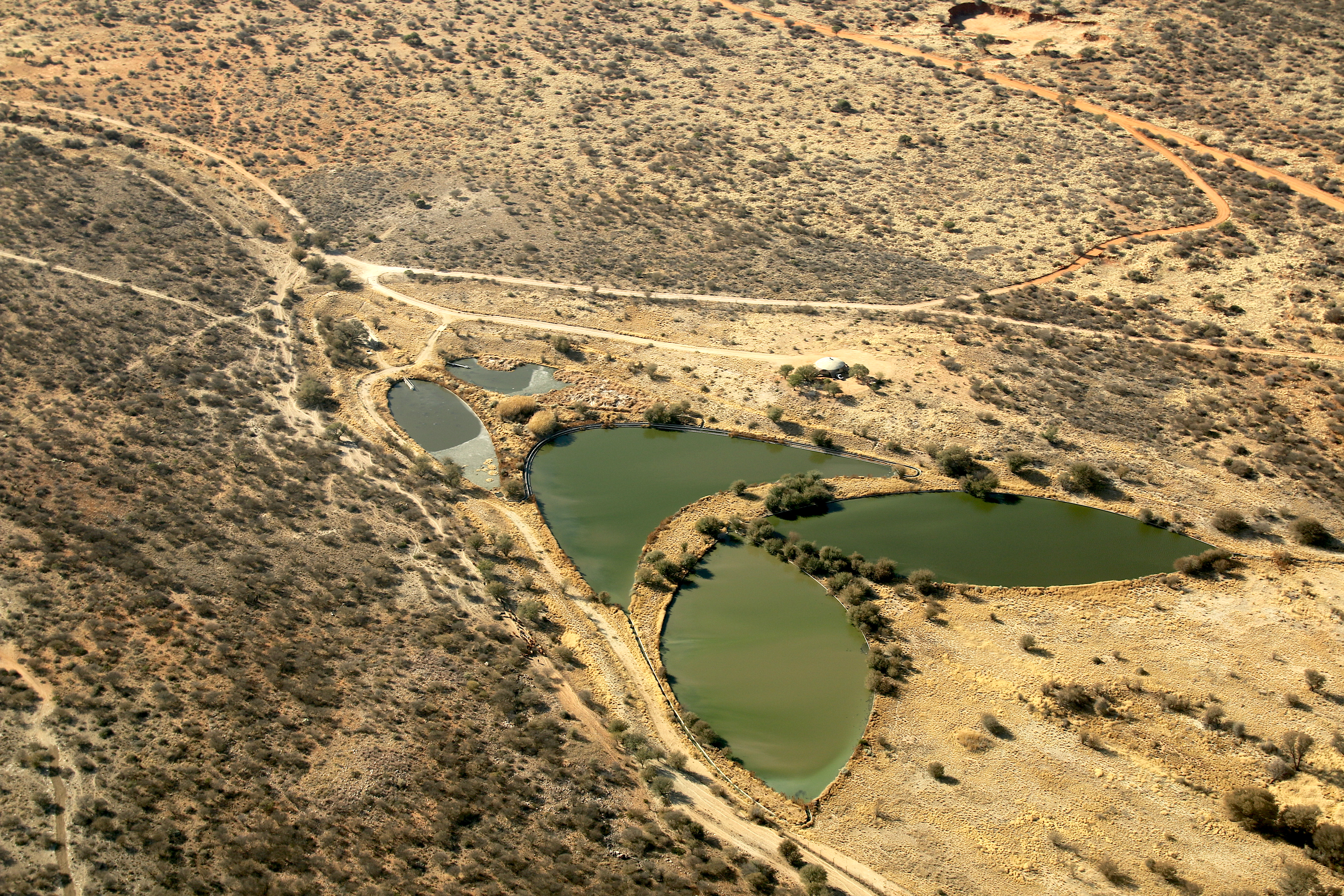
Kläranlage bei Gobabis

### Bildungseinrichtungen
In Gobabis befinden sich primäre sowie sekundäre staatliche Schulen und eine private Bildungseinrichtung. In Epako befindet sich die Hauptbibliothek der Omaheke-Region. Zudem gibt es über zehn Kinderbetreuungseinrichtungen in Gobabis. Die größte der gesamten Omaheke-Region ist das Light for the Children Center.
Zu den Schulen gehören:
- Ben van der Walt Primary School
- Gobabis Gymnasium[7]
- Wennie du Plessis High School
- Gobabis Combined Project School
- Gobabis Secondary School
- Gobabis Primary School
- Rakutuka Primary School
- Khoandawas Primary School

### Gesundheit
Gobabis verfügt über zwei Apotheken, eine staatliche Klinik, ein staatliches Krankenhaus und ein privates Gesundheitszentrum mit insgesamt elf Ärzten. Gobabis verfügt über eine eigene Kläranlage drei Kilometer südwestlich der Stadt.

### Verkehr

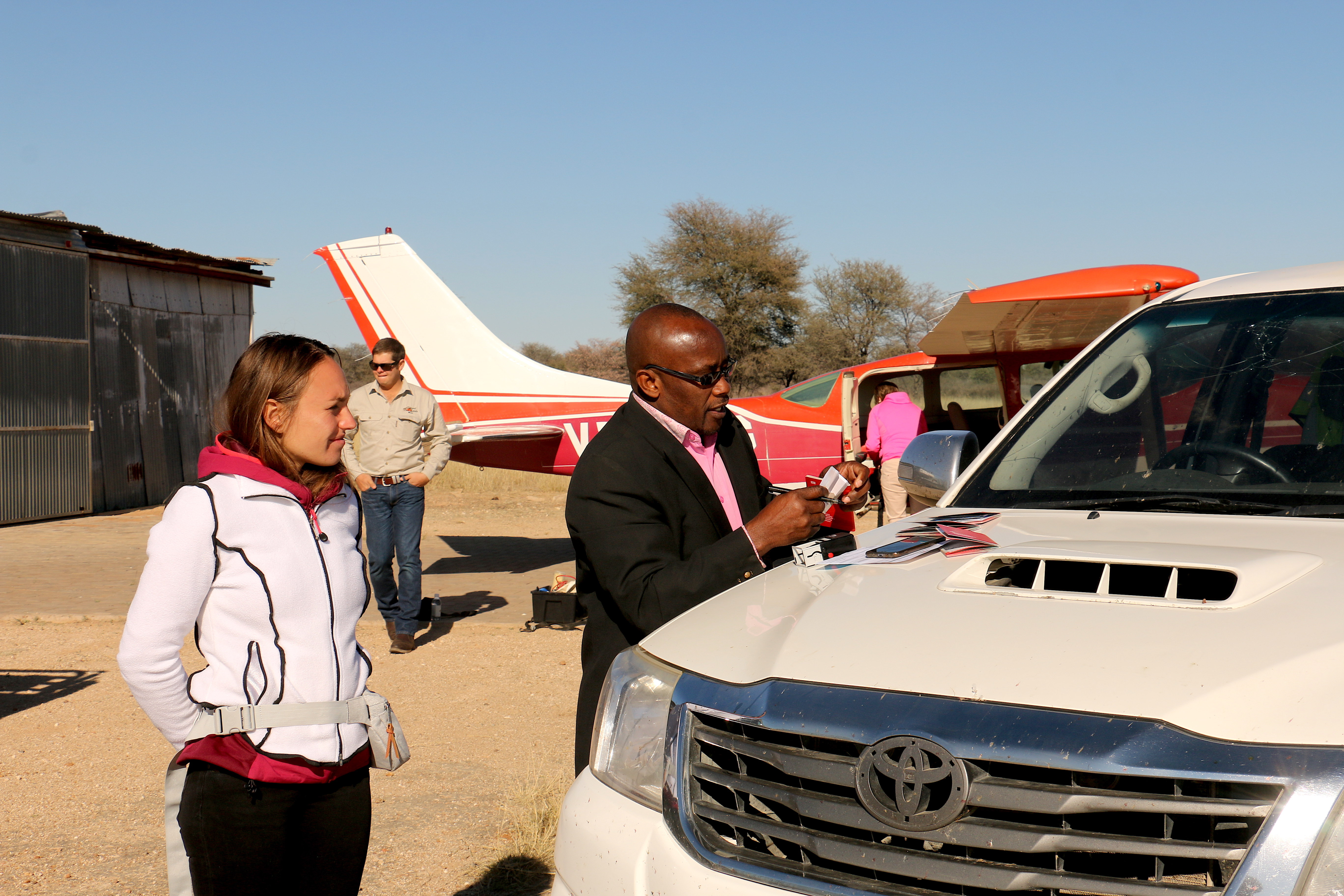
Passkontrolle am Flugplatz von Gobabis kurz vor dem Abflug nach Maun (Botswana) (2017)

Gobabis hat einen Bahnhof und einen Flugplatz, der auch vom Ausland angeflogen werden kann.

### Sport
Der Otjivero Endurance Club in Gobabis ist ein Zentrum für Distanzreiten. Dort findet seit 2006 jährlich im Mai der Independence Ride, ein internationaler Distanzritt mit einem CEI*** statt.

## Töchter und Söhne der Stadt
- Ottmar von Holtz (* 1961), deutscher Bundestagsabgeordneter
- Joris Harteveld (* 1968), Radrennfahrer
- Phillipus Katamelo (* 1974), Politiker
- Gerhard Mans (* 1987), Radrennfahrer
- Denzil Haoseb (* 1991), Fußballspieler

## Städtepartnerschaften
- Drachten (Smallingerland)[10]